# تشياكي أوميغاوا
تشياكي أوميغاوا (小見川千明 أوميغاوا تشياكي) هي ممثلة يابانية ولدت في 11 نوفمبر 1989 في مقاطعة كاناغاوا.

## أدوارها في الأنمي

### مسلسلات أنمي تلفزيونية
- سول إيتر - ماكا آلبارن
- سول إيتر نوت! - ماكا آلبارن
- ناتسو نو أراشي! - جون كاميغامو
- ناتسو نو أراشي! أكينايتشو - جون كاميغامو
- أراكاوا أندر ذا بريدج - Pكو
- أراكاوا أندر ذا بريدج x بريدج - Pكو
- ماريا هوليك ألايف - كوماتشي ياماكي
- رغم كل ذلك، البلدة تدور - هوتوري أراشياما
- لاست إكسايل: فام ذات الأجنحة الفضية - ماغنوليا
- سيتوكاي ياكويندومو - موتسومي ميتسوبا
- سيتوكاي ياكويندومو * - موتسومي ميتسوبا
- وورلد بريك السيف المقدس - أنجيلا جونسون
- عشيقة (مؤقتة) - إيسوكي إيشيدا
- غود إيتر - ليكا كوسونوكي
- إختفاء ناغاتو يوكي-تشان - سونو موري
- إيوريكا سفن AO - إيلينا بيبلز
- بونغو ستراي دوغز - ناومي تانيزاكي
- لاك آند لوجيك - فالكيري
- يوكيو هولدر! - ساكوراكو شينا
- تشيو-تشان و طريق المدرسة - مانانا نونومورا

### أفلام أنمي
- سلسلة أفلام توا نو كوؤن
  - توا نو كوؤن: الفصل الأول «البتلة الرغوية» - ميو
  - توا نو كوؤن: الفصل الثاني «رقصة الفوضى» - ميو
  - توا نو كوؤن: الفصل الثالث «عقوبة الأوهام» - ميو
  - توا نو كوؤن: الفصل الرابع «القلق القرمزي» - ميو
  - توا نو كوؤن: الفصل الخامس «عودة القاهر» - ميو
  - توا نو كوؤن: الفصل السادس «الأبد الأبدي» - ميو

## أدوارها في ألعاب الفيديو
- عشيقة (مؤقتة) - إيسوكي إيشيدا
- غود إيتر ريزوركشن - ليكا كوسونوكي
- غود إيتر 2 - ليكا كوسونوكي
- غود إيتر 2 ريج بورست - ليكا كوسونوكي
- زيرو إسكيب: فيرتشوز لاست ريوارد - فاي

## وصلات خارجية
- تشياكي أوميغاوا على موقع IMDb (الإنجليزية)
- تشياكي أوميغاوا على موقع ميوزك برينز (الإنجليزية)
- تشياكي أوميغاوا على موقع قاعدة بيانات الفيلم (الإنجليزية)
- تشياكي أوميغاوا على موقع ANN person (الإنجليزية)